# Red Nikole Šubića Zrinskog
Red Nikole Šubića Zrinskoga je odlikovanje Republike Hrvatske koje zauzima deveto mjesto u važnosnom slijedu hrvatskih odlikovanja. Red je ustanovljen 10. ožujka 1995. godine.
Red Nikole Šubića Zrinskog dodjeljuje se hrvatskim i stranim državljanima za junački čin u ratu, izravnoj ratnoj opasnosti ili iznimnim okolnostima u miru.

## Istaknuti nositelji
- Mate Boban (1940. – 1997.), predsjednik Herceg-Bosne[1]
- Živko Budimir (r. 1962.), predsjednik Federacije Bosne i Hercegovine[2]
- Ante Gotovina (r. 1955.), general Hrvatske vojske[3]
- Dario Kordić (r. 1960.), potpredsjednik Herceg-Bosne[1]
- Ante Kotromanović (r. 1968.), ministar obrane Republike Hrvatske[4]
- Gojko Šušak (1945. – 1998.), ministar obrane Republike Hrvatske[5]
- Jean-Michel Nicolier (1966. – 1991.), dragovoljac Domovinskog rata